# Operation Claymore
Operation Claymore var en brittisk kommandoräd mot tyskockuperade Lofoten under andra världskriget. Operationen som omfattade fem jagare ur Royal Navy, två trupptransortfartyg, och omkring 1000 brittiska kommandosoldater och ingenjörstrupper samt ett kompani norska frivilliga, hade ett dubbelt syfte.
För det första skulle trupperna stiga i land och angripa oljedepåer, fiskfabriker och tysk sjöfart i Svolvaer, Stamsund, Hemingsvaer och Brettesnes. För det andra hoppades man från någon av de tyska trålare som opererade i området kunna erövra information till hjälp att knäcka de tyska marina koderna.
Operationerna till lands, som inleddes på morgonen den 4 mars 1941, mötte litet motstånd och utöver fiskfabriker kunde 3600 ton olja och 18000 ton fartyg förstöras. Med trupperna följde tillbaka ombord på de brittiska fartygen 314 norska frivilliga, 224 tyska fångar samt 12 tillfångatagna norska quislingar.
Till havs lyckades den brittiska jagaren HMS Somali träffa och oskadliggöra den tyska trålaren Krebs. Trålaren bordades senare av en brittisk styrka under befäl av Löjtnant Sir Marshall Warmington som kunde lägga beslag på ett par rotorer till den tyska Enigma kryptomaskinen och ett dokument innehållande tyska marinens enigmainställningar för februari 1941. Detta fynd blev till stor hjälp för kryptoanalytikerna i Bletchley Park i deras arbete med att bryta sig in tyska marinens Enigmachiffer, och därmed en hjälp till de allierade konvojerna att undvika de tyska ubåtarna.
Den norska lokalbefolkningen utsattes för repressalier av tyskarna efter operationen. Omkring 100 personer internerades och kom sedermera att fängslas i fånglägret Grini.